# Juan Federer
Juan W. Federer (* in Chile) ist ein ehemaliger chilenischer Diplomat sowie Unabhängigkeitsaktivist und Diplomat für Osttimor.

## Werdegang
1967 erhielt Federer ein Bachelor of Science und 1973 einen Master of Science der Universität Sydney (Australien), 1978 ein Diplom des Management Education Institute in Jakarta (Indonesien),  1988 einen Master of Economics der Universität Sydney, 1991 ein Diplom der Ministry Catholic Theological Union in Sydney und promovierte er an der Charles Darwin University in Internationale Beziehungen.
1973 besuchte Federer erstmals Osttimor, das damals noch die Kolonie Portugiesisch-Timor war. Er war zu dieser Zeit Honorarkonsul Chiles in Indonesien und  Zivilattaché der Botschaft in Kuala Lumpur (Malaysia). Zwei Jahre später besetzte Indonesien Osttimor, nachdem es sich nur neun Tage vorher für unabhängig erklärt hatte. 24 Jahre Guerillakrieg folgten. Federer wurde zum Fürsprecher für die Osttimoresen. Nachdem er Indonesien verlassen und sich in Australien niedergelassen hatte, gründete er in den 1990er-Jahren mit seiner osttimoresischen Frau Maria do Céu das East Timor International Support Centre in Darwin. Federer war zudem Generaldirektor für Internationale Beziehungen des Conselho Nacional de Resistência Maubere (CNRM). 1999 zog Indonesien aus Osttimor ab und 2002 wurde Osttimor in die Unabhängigkeit entlassen. Federer leitete in dieser Zeit die lokale Nichtregierungsorganisation Timor Aid.
Zeitweise war Federer amtsführender Generaldirektor des Außenministeriums und ab 2006 für ein Jahr reisender Botschafter (Embaixador Itinerante) Osttimors für Österreich, Frankreich, Deutschland, Luxemburg, die Niederlande, Dänemark, Finnland, Island, Norwegen und Schweden. 2006 war Federer zudem Projektdirektor des Center for War/Peace Studies in New York. Am 16. Januar 2008 wurde Federer von Osttimors Präsidenten José Ramos-Horta zum osttimoresischen Botschafter bei der UNESCO in Paris ernannt. Neben Paris lebt er heute in Recife (Brasilien).